# Врата към лятото
„Врата към лятото“ е научнофантастичен роман с романтични елементи, написана от Робърт Хайнлайн.
За първи път е издадена в няколко броя на списание The Magazine of Fantasy & Science Fiction, а е публикувана като книга с твърди корици през 1957 г. Между 1975 и 1998 г. в 3 отделни класации на читатели на Locus Magazine е определена съответно като 36-а, 29-а и 43-та от най-добрите научнофантастични повести на всички времена.
Заглавието се появява след забележка на съпругата на Хайнлайн. В повестта, котката на главния герой отказва да излезе от къщата ако земята навън е покрита със сняг. Обикаля многобройните врати в търсене на вратата към лятото. Хайнлайн написва повестта само за тринадесет дни. След това извършва само минимални промени по ръкописа.